# Diakritické znaménko

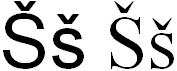
Háček
(Čeština, chorvatština, slovinština, finština aj.)

Přehláska
(Němčina, skandinávské jazyky aj.)

Tilda
(Portugalština aj.)

Breve
(Krátká výslovnost)

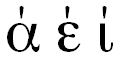
Prostý akcent v řecké alfabetě

Diakritické znaménko (z řeckého διακριτικός diakritikós = rozlišující), v typografii též akcent, je znaménko v okolí písmene (nad ním, pod ním, vedle něj), které nějak pozměňuje jeho význam. Nejčastěji označuje jeho odlišnou výslovnost (jinou hlásku), dále může označovat např. délku samohlásky nebo přízvuk. U souhláskových písem se užívá znamének (punktace) k vokalizaci, tedy doplnění samohlásek. Diakritická znaménka jako celek se též nazývají diakritika.
Od diakritických znamének je třeba odlišovat samostatná interpunkční znaménka, která signalizují vztahy mezi větami v souvětí nebo mezi částmi věty a modální postoj mluvčího. 
Také tečka nad písmenem i je dnes již nedílnou součástí tohoto znaku.

## Znaménka
Diakritická znaménka mají v různých jazycích různé použití a význam, tj. nepoužívají se pouze k prodlužování samohlásek nebo měkčení. Téměř všechny znaky s diakritikou ve všech psaných jazycích shrnuje dnes systém kódování grafémů Unicode. Následující seznam obsahuje pouze výčet některých diakritických znamének v některých jazycích používajících písmo nezachycující některé hlásky, např. z latinky jako např. čeština.
- ´ – čárka (akut),
  - délka hlásky. V češtině a slovenštině označuje délku samohlásky (např. Á, é), ve slovenštině i délku slabikotvorných souhlásek ŕ a ĺ.
  - přízvuk. V ruštině se v učebnicových textech či slovnících používá k označení slovního přízvuku, v běžných textech se přízvuk neznačí.
  - palatalizace - změkčení, např. polské ń (ň)
  - jiná změna výslovnosti samohlásek
  - výška hlásek
  - tón
  - zdůraznění
  - rozlišení významu slov (dánština, norština)
  - jiné použití
- ˇ – háček, např. Č, ě (měkčení). Používá se v češtině, slovenštině, jihoslovanských jazycích používajících latinku, litevštině, lotyštině, estonštině, finštině a siouxštině.
  - u malého ť a ď (a ve slovenštině ještě ľ a Ľ) se používá alternativní forma nazývaná klička či malý háček, podobná apostrofu ’
- ˚ – kroužek, v češtině ů (původně „uo“), v severských jazycích å

Pouze v cizích jazycích:
- ¨ – dvě tečky nad písmenem
  - přehláska – např. ä, ü, německy Umlaut
  - trema, dierese, rozlučník – oddělená výslovnost dvou sousedních samohlásek, např. v latině – Boëthius [boetius], někdy (Chronica) Boëmorum [boemorum], dále ve francouzštině, např. ë v Citroën [sitroen]
  - eliminace – vynechání souhlásek v nebo g v afrikánštině, např. nizozemské vogel [fochl] → afrikánské voël [foel]
- ˝ – dvě čárky – dvě čárky nad písmenem v maďarštině, značí dlouhou přehlásku, např. ő v Győr [ďöːr]
- ˜ – (malá) tilda, vlnovka, vlnka nad písmenem
  - Ñ, ñ [ň], např. ve španělštině nebo kečuánštině
  - nad samohláskami
    - nazální samohlásky, např. ã v São Paulo [sau paulo]
    - klesavě-stoupavý tón s pauzou ve vietnamštině, např. ễ v Nguyễn [↓ŋujen↑]
- ˆ – stříška, vokáň, stříška nad písmenem
  - nad samohláskami
    - nad písmenem o (ô) ve slovenštině značí vyslovovanou dvojhlásku uo, např. kôň [kuoň]
    - eliminace latinského s ve francouzštině, např. lat. castelum → fr. château [šató]
    - zavřená střední nezaokrouhlená samohláska v rumunštině, např. â v Română [romɨnə]

  - nad souhláskami
    - souhlásky ĉ [č], ĝ [dž], ĥ [ch], ĵ [ž] a ŝ [š] v Esperantu
- ¸ – cedilla, sedila – háček pod souhláskou
  - ç, např. ve francouzštině a turečtině, ve francouzštině souhláska [s] napsána písmenem ç před samohláskami a, o a u – pokud by se psalo bez cedilly, četlo by se jako k, např. ç ve François, v turečtině [č], např. ç v Türkçe [türkče]
  - Ģ, ģ [ď] (výjimka u ģ – cedilla nahoře) v lotyštině
- ˛ – ocásek, obrácený háček, ogonek – háček pod písmenem (na opačnou stranu než cedilla), výskyt např. v polštině (nazalizace) a litevštině, např. ę v dziękuję [džiɛ̃kuje] v polštině nebo ų v lietuvių v litevštině [lietuviu]
- ˉ – vodorovná čárka – vodorovná čára (v matematice „pruh“) nad písmenem, např. v latině nebo maorštině, značí prodloužení samohlásky, např. Māori [máori]
- ˘ – oblouček, půlkroužek – okrouhlý háček nad písmenem
  - nad samohláskami
    - velmi krátké a (ă) ve vietnamštině
    - šva v rumunštině, pouze ă, např. ă v directă [direktə]
    - český přepis korejských samohlásek ㅓ (jako ŏ [ʌ]) a ㅡ (jako ŭ [ɯ])

  - Ğ, ğ (pouze v turečtině, prodlužuje předchozí samohlásku, např. doğarlar [dóarlar]
- ̷ – šikmá čárka, – šikmé přeškrtnutí písmene
  - u souhlásek
    - Ł, ł, pouze v polštině a lužické srbštině, běžně označuje znělou labiovelární apromixantu (anglické w), např. Mikołaj Kopernik [mikouaj kopernik] (v jevištní polské výslovnosti tvrdé L)

  - u samohlásek
    - Ø, ø, pouze v norštině, dánštině a faerštině, značí různé samohlásky, většinou polouzavřenou až polootevřenou přední zaokrouhlenou samohlásku, např. ø v København [købənhaun] v dánštině nebo ø ve født v norštině [fœt]
- ˏ – čárka pod písmenem – čárka umístěná pod písmenem, pouze v rumunštině – ș, ț – není ş, ţ, tj. ≠ cedilla, např. ș v București [bukurešť]
- tečka, dotaccent – tečka nad (pod) písmenem
  - nad (pod) samohláskou
    - İ (velké) v turečtině, nad samohláskou, např. İ v İstanbul [istanbul]
    - ı (malé) v turečtině, ɯ, žádná tečka, např. ı v balık [balɯk]
    - nízký tón ve vietnamštině, např. ạ v bạn [ban˩]

  - nad souhláskou
    - Ż, ż v polštině, značí znělou retroflexní frikativu (ruské ž), např. ż ve straż [straʐ]
- ˋ – těžký akcent, obrácená čárka nad písmenem
  - ve francouzštině samohláska indikující následující nevyslovenou samohlásku, čte se dlouze, např. è v mère [mér])
  - klesavý tón ve vietnamštině a pchin-jin, např. ve vietnamštině à ve và [vá↓], např. čínsky (pchin-jin) à v Shànghǎi [↓šaŋ↓háj↑]
- ̵ – škrtnutí (vodorovné), v psané češtině, němčině nebo obecně v psaném zápisu matematických rovnic občas užívané ke odlišení znaku Z od číslice 2, v polštině Ƶ je však variantní zápis velkého Ż, Ƶ bylo používáno také v dočasně zavedené latince r. 1992 v Čečensku jako znak pro Ж [ž].
  - Ħ, ħ [ħ] v maltštině
  - Đ, đ [d] (vietnamština a chorvatština) nebo Đ, ð (islandština, staroangličtina), v islandštině a staroangličtině značí eth
- ̛ – roh (na kraji), ơ, ư, pouze ve vietnamštině, ơ značí šva, ư značí stejnou samohlásku jako î/â v rumunštině, např. ớ ve với [vəːi↑], ư v Hưu [hɨu]

## Původ
S křesťanskou misií a se šířením latinské a řecké vzdělanosti na sever vznikla jednak potřeba přesněji zaznamenávat výslovnost řečtiny, jednak zaznamenávat hlásky jiných jazyků v abecedě, která pro ně nebyla původně určena. Vývoj v Evropě šel trojím směrem:
- Pro východoslovanské jazyky se řecká abeceda rozšířila o další písmena (cyrilice, azbuka).
- V latinské abecedě se začaly používat skupiny písmen čili spřežky. Tak pro rozlišení mezi hláskami „u“ a „v“ se začalo psát „vv“, pozdější dvojité „w“, v angličtině vnímané jako dvojité u. V češtině se užívaly spřežky například „sz“ pro „š“, „cz“ pro „č“ a podobně.
- V pozdním středověku vznikla diakritická znaménka. Nejprve se zavádí od konce 14. století do češtiny díky spisu Orthographia Bohemica (Český pravopis) připisovanému M. Janu Husovi. Objevuje se tečka (podle „punctus rotundus“, také nabodeníčko[pozn. 1] krátké) s významem měkčení, pozdějšího háčku, a čárka („gracilis virgula“, nabodeníčko dlouhé[pozn. 1]) pro označení délky. Tečka se v polštině zachovala u ż. České š se nakonec ujalo i v jiných jazycích a v mezinárodních znakových sadách výslovnosti.

Jediný evropský jazyk, který žádná diakritická znaménka nezavedl, byla angličtina, jejíž výslovnost se od psané podoby silně odchýlila. Díky tomu, že nejrozšířenější standardy v oblasti výpočetní techniky pochází z anglicky mluvících zemí, vznikla potřeba zápisu i znaků, které anglická abeceda neobsahuje. Jednou z možností, která se v současné době objevuje například v německé praxi, je návrat k historickému pravopisu a náhrada diakritických znamének spřežkami (psaní „ue“ místo „ü“, např. ueber místo „über“, a „ae“ místo „ä“, např. Maedchen místo „Mädchen“). Na podobném principu je založen i VIQR, což je jeden ze způsobu kódování diakritiky ve vietnamštině.
Diakritickým znakům se nakonec nevyhnula ani nová čínská abeceda pchin-jin, která používá přehláskovou dvoutečku ü.

## Znaky s diakritikou v některých jazycích
- Čeština: á, é, í, ó, ú, ý, č, ď, ě, ň, ř, š, ť, ž, ů
- Dánština a norština: å, ø
- Esperanto: ĉ, ĝ, ĥ, ĵ, ŝ, ŭ
- Estonština: š, ž, õ, ä, ö, ü
- Francouzština: à, â, ç, é, è, ê, ë, î, ï, ô, ù, û, ü, ÿ
- Chorvatština a bosenština: ž, š, č, ć, đ
- Irština: á, é, í, ó, ú
- Litevština: ą, ę, ė, į, (y – vyznačení délky), ų, ū, č, š, ž
- Lotyština: ā, ē, ī, ū, č, š, ž, ļ, ķ, ņ, ģ (reforma pravopisu částečně podle českého vzoru)[2]
- Maďarština: á, é, í, ó, ú, ö, ü, ő, ű
- Němčina: ä, ö, ü
- Nizozemština: ë, ï
- Polština: ą, ć, ę, ł, ń, ó, ś, ź, ż
- Portugalština: á, à, ã, â, ç, é, ê, í, ó, õ, ô
- Rumunština: ă, â, î, ș, ț
- Siouxština: á, é, í, ó, ú, ą, č, č’, čh, ǧ, ȟ, į, kȟ, k’, pȟ, p’, š, tȟ, t’, ų, ž
- Slovenština: á, ä, č, ď, é, í, ĺ, ľ, ň, ó, ô, ŕ, š, ť, ú, ý, ž
- Španělština: á, é, í, ñ, ó, ú, ü
- Švédština: å, ä, ö
- Turečtina: â, ç, î, ş, û, ğ
- Vietnamština: ă, â, đ, ê, ô, ơ, ư (+ tónové: á, à, ã, ả, ạ u všech samohlásek)

## Diakritická znaménka na českých klávesnicích
Při psaní do elektronických přístrojů, zejména do mobilních telefonů, tabletů a osobních počítačů se realizují znaky s diakritikou volbou znakové sady klávesnice zpravidla volbou jazyka nebo jejich skupiny, nejčastěji na základě systému kódování znaků Unicode. Propojení klávesnice a znaků provádí operační systém. 
České rozložení umožňuje napsat velké množství písmen s diakritickými znaménky. Z jazyků Evropské unie je možné na české klávesnici plnohodnotně psát nejen česky a anglicky, ale i finsky, francouzsky (bez ligatur æ a œ – nahraditelné spřežkami ae a oe), irsky, italsky, maďarsky, německy (s ß), nizozemsky (bez ligatury ĳ – nahraditelné spřežkou ij), polsky, slovensky, slovinsky a švédsky. Pokud bychom přičetli ještě smluvní jazyky EU, mohli bychom psát navíc baskicky, katalánsky a valencijsky. 
Znaky s diakritikou jsou dostupné více způsoby. Buď tak, že se vyvolá diakritické znaménko (např. háček a čárku běžným způsobem) např. klávesou čárky, následně sám znak, a následně sám znak, např. klávesy "A". Druhý způsob je držením klávesy AltGr a stiskem příslušné klávesy. Níže uvedené kombinace s AltGr fungující u rozložení CS QWERTZ, nikoli však u CS QWERTY. 
Dostupná diakritická znaménka jsou:

´ – čárka:
1. ˇ ˏ (vedle klávesy ← BackSpace), např. ŕ = ˇ ˏ, potom samostatně stisknout R
2. Alt Gr + 9 í, např. Ń = Alt Gr + 9 í, potom samostatně stisknout ↑ Shift + N

ˇ – háček:
1. ↑ Shift + ˇ ˏ, např. Ť = ↑ Shift + ˇ ˏ, potom samostatně stisknout ↑ Shift + T
2. Alt Gr + 2 ě, např. ň = Alt Gr + 2 ě, potom samostatně stisknout N

- malý háček (klička) - stejně jako háček (jen s písmeny ď, ť, ľ a Ľ, nelze vložit samostatně):

1. ↑ Shift + ˇ ˏ, např. Ľ = ↑ Shift + ˇ ˏ, potom samostatně stisknout ↑ Shift + L
2. Alt Gr + 2 ě, např. ď = Alt Gr + 2 ě, potom samostatně stisknout D

¨ – dvě tečky:
1. ' .. (nad pravým ↑ Shift), např. Ä = ' .., potom samostatně stisknout ↑ Shift + A
2. Alt Gr + %= (za řadou s čísly), např. ë = Alt Gr + %=, potom samostatně stisknout E

ˆ – vokáň: Alt Gr + 3 č, např. â = Alt Gr + 3 č, potom samostatně stisknout A
˘ – oblouček: Alt Gr + 4 š, např. ă = Alt Gr + 4 š, potom samostatně stisknout A
° – kroužek:
1. ↑ Shift + °  ; (většinou na začátku druhé řady hned pod Esc), např. å = ↑ Shift + °  ;, potom samostatně stisknout A
2. Alt Gr + 5 ř, např. Ů = Alt Gr + 5 ř, potom samostatně stisknout ↑ Shift + U

˛ – ogonek: Alt Gr + 6 ž, např. ą = Alt Gr + 6 ž, potom samostatně stisknout A
` – těžký akcent: Alt Gr + 7 ý, např. à = Alt Gr + 7 ý, potom samostatně stisknout A
· – tečka: Alt Gr + 8 á, např. ė = Alt Gr + 8 á, potom samostatně stisknout E
˝ – dvě čárky: Alt Gr + 0 é, např. ű = Alt Gr + 0 é, potom samostatně stisknout U
¸ – cedilla: Alt Gr + ˇ ˏ, např. ç = Alt Gr + ˇ ˏ, potom samostatně stisknout C

## Pohyblivost uplatnění diakritiky
Diakritická znaménka mohou i pro stejnou hlásku být užívána pohyblivě, např. český palatalizační háček hlásky "ď", "ň" se ve slovech ďábel, děkuje, ňouma, někdo, nikdo použije nebo i nepoužije v závislosti na následující hlásce resp. tvaru samého základního znaku.
Polská obdoba stejné hlásky se před i (nikt) rovněž nevyznačuje, ale před e se zapíše jako spřežka ni (niektóry). Obdobně změkčení ś se vyznačí jako jesteśmy, ale před samohláskou jako spřežka siedzi.